# Aplasia congenita della cute

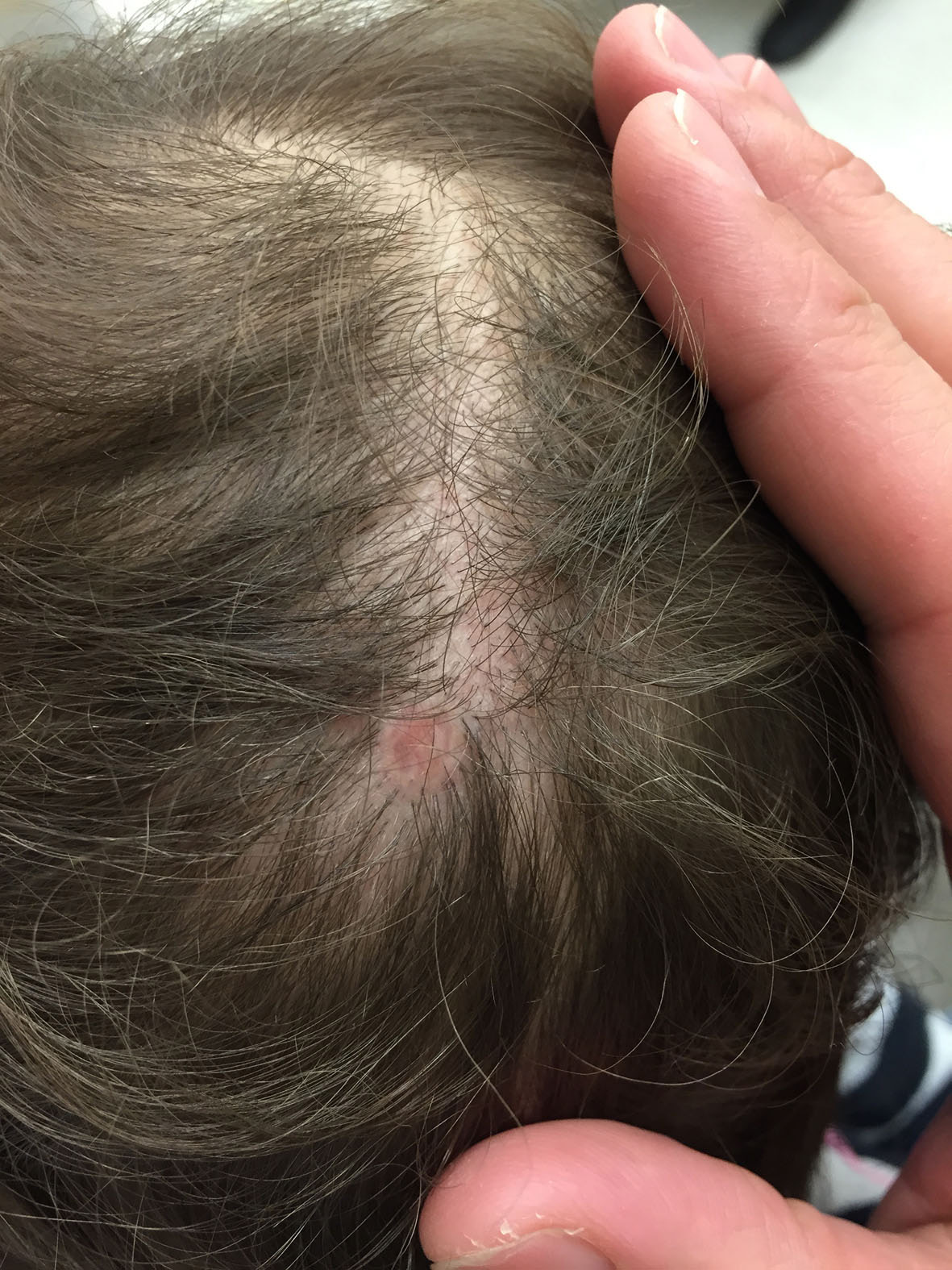
Fortografia di un'aplasia congenita della cute

Per aplasia congenita della cute si intende, in campo medico, una rara forma specifica di aplasia di carattere genetico, accompagna spesso alcune sindromi, fra cui la sindrome di Adams-Oliver, la sindrome di Bart e la sindrome di Johanson-Bilzzard.

## Manifestazioni
I luoghi dove si manifesta principalmente sono il cuoio capelluto, braccia, gambe e tronco. La cute appare a volte con cicatrici altre con ulcere di 1-2 cm. Vi possono essere emorragie e infezioni spesso fatali per il bambino, in tali casi un intervento tempestivo può salvare la vita.

## Eziologia
Le cause sono legate alla genetica, ma non è stato ancora scoperto il gene responsabile.